# Quatrième circonscription de la Vienne
La quatrième circonscription de la Vienne est l'une des quatre circonscriptions législatives françaises que compte le département de la Vienne (86) situé en région Nouvelle-Aquitaine.

## Description géographique et démographique
La quatrième circonscription de la Vienne est délimitée par le découpage électoral de la loi no 86-1197 du 24 novembre 1986
, elle regroupe les divisions administratives suivantes :
- canton de Châtellerault-Nord
- canton de Châtellerault-Ouest
- canton de Châtellerault-Sud
- canton de Dangé-Saint-Romain
- canton de Lencloître
- canton de Loudun
- canton de Moncontour
- canton de Monts-sur-Guesnes
- canton de Pleumartin (moins la commune de La Puye)
- canton de Saint-Gervais-les-Trois-Clochers
- canton des Trois-Moutiers.

D'après le recensement général de la population en 1999, réalisé par l'Institut national de la statistique et des études économiques (INSEE), la population totale de cette circonscription est estimée à 98 647 habitants,.

## Historique des députations
| Législature | Début de mandat | Fin de mandat  | Député                      | Parti politique | Observations                                                                           |
| ----------- | --------------- | -------------- | --------------------------- | --------------- | -------------------------------------------------------------------------------------- |
| IXe         | 23 juin 1988    | 1er avril 1993 | Édith Cresson Guy Monjalon, | PS,             |                                                                                        |
| Xe          | 2 avril 1993    | 21 avril 1997  | Jean-Pierre Abelin,         | UDF-CDS,        | Mandat écourté à la suite d'une dissolution parlementaire décidée par Jacques Chirac.  |
| XIe         | 12 juin 1997    | 18 juin 2002   | Jean-Pierre Abelin,         | UDF-FD,         |                                                                                        |
| XIIe        | 19 juin 2002    | 19 juin 2007   | Jean-Pierre Abelin,         | UDF,            |                                                                                        |
| XIIIe       | 20 juin 2007    | 19 juin 2012   | Jean-Pierre Abelin,         | NC,             |                                                                                        |
| XIVe        | 20 juin 2012    | 20 juin 2017   | Véronique Massonneau,       | EELV PÉ,        |                                                                                        |
| XVe         | 21 juin 2017    | 21 juin 2022   | Nicolas Turquois            | MoDem           |                                                                                        |
| XVIe        | 22 juin 2022    | 9 juin 2024    | Nicolas Turquois            | MoDem           | Mandat écourté à la suite d'une dissolution parlementaire décidée par Emmanuel Macron. |
| XVIIe       | 8 juillet 2024  | En cours       | Nicolas Turquois            | MoDem           |                                                                                        |

## Historique des élections
Voici la liste des résultats des élections législatives dans la circonscription depuis le découpage électoral de 1986 : 

### Élections de 1988
| Candidat       | Candidat                      | Parti           | Premier tour | Premier tour | Second tour | Second tour |  |
| Candidat       | Candidat                      | Parti           | Voix         | %            | Voix        | %           |  |
| -------------- | ----------------------------- | --------------- | ------------ | ------------ | ----------- | ----------- |  |
|                | Édith Cresson sortante réélue | PS              | 21 172       | 45,05        | 27 043      | 52,41       |  |
|                | Jean-Pierre Abelin sortant    | UDF (CDS) (URC) | 18 885       | 40,18        | 24 558      | 47,59       |  |
|                | Paul Fromonteil               | PCF             | 3 643        | 7,45         |             |             |  |
|                | Noël Pichon                   | FN              | 3 300        | 7,02         |             |             |  |
|                |                               |                 |              |              |             |             |  |
| Inscrits       | Inscrits                      | Inscrits        | 73 220       | 100,00       | 73 210      | 100,00      |  |
| Abstentions    | Abstentions                   | Abstentions     | 25 184       | 34,39        | 20 277      | 27,7        |  |
| Votants        | Votants                       | Votants         | 48 036       | 65,61        | 52 933      | 72,3        |  |
| Blancs et nuls | Blancs et nuls                | Blancs et nuls  | 1 036        | 2,16         | 1 332       | 2,52        |  |
| Exprimés       | Exprimés                      | Exprimés        | 47 000       | 97,84        | 51 601      | 97,48       |  |

Le suppléant d'Édith Cresson était Guy Monjalon, conseiller régional. Guy Monjalon remplaça Edith Cresson, nommée membre du gouvernement puis Premier Ministre, du 29 juillet 1988 au 1er avril 1993.

### Élections de 1993
| Candidat                                 | Candidat               | Parti          | Premier tour | Premier tour | Second tour | Second tour |  |
| Candidat                                 | Candidat               | Parti          | Voix         | %            | Voix        | %           |  |
| ---------------------------------------- | ---------------------- | -------------- | ------------ | ------------ | ----------- | ----------- |  |
|                                          | Jean-Pierre Abelin élu | UDF (CDS)      | 14 346       | 29,90        | 27 014      | 57,94       |  |
|                                          | Philippe Rabit         | RPR            | 10 294       | 21,46        | Retrait     | Retrait     |  |
|                                          | Guy Monjalon sortant   | PS (ADFP)      | 9 262        | 19,31        | 19 608      | 42,06       |  |
|                                          | Éric Audebert          | FN             | 4 596        | 9,58         |             |             |  |
|                                          | Paul Fromonteil        | PCF            | 3 757        | 7,83         |             |             |  |
|                                          | Catherine Barril       | Les Verts (EÉ) | 3 063        | 6,38         |             |             |  |
|                                          | Patrice Mochon         | LO             | 1 342        | 2,80         |             |             |  |
|                                          | Renée Rousseau         | LT-LNÉ         | 1 312        | 2,73         |             |             |  |
|                                          |                        |                |              |              |             |             |  |
| Inscrits                                 | Inscrits               | Inscrits       | 72 418       | 100,00       | 73 829      | 100,00      |  |
| Abstentions                              | Abstentions            | Abstentions    | 23 020       | 31,79        | 22 707      | 30,76       |  |
| Votants                                  | Votants                | Votants        | 49 398       | 68,21        | 51 122      | 69,24       |  |
| Blancs et nuls                           | Blancs et nuls         | Blancs et nuls | 1 426        | 2,89         | 4 500       | 8,8         |  |
| Exprimés                                 | Exprimés               | Exprimés       | 47 972       | 97,11        | 46 622      | 91,2        |  |
| Source : Le Monde du 30 mars 1993, p. 44 |                        |                |              |              |             |             |  |

Le suppléant de Jean-Pierre Abelin était Jean Touret, chef d'entreprise, adjoint au maire de Loudun.

### Élections de 1997
| Candidat       | Candidat                         | Parti          | Premier tour | Premier tour | Second tour | Second tour |  |
| Candidat       | Candidat                         | Parti          | Voix         | %            | Voix        | %           |  |
| -------------- | -------------------------------- | -------------- | ------------ | ------------ | ----------- | ----------- |  |
|                | Jean-Pierre Abelin sortant réélu | UDF (FD)       | 15 350       | 33,37        | 24 484      | 50,02       |  |
|                | Brigitte Tondusson               | PS             | 11 346       | 24,67        | 24 469      | 49,98       |  |
|                | Françoise Couturier              | FN             | 6 510        | 14,15        |             |             |  |
|                | Paul Fromonteil                  | PCF            | 4 529        | 9,85         |             |             |  |
|                | Marcel Doreau                    | Les Verts      | 2 674        | 5,81         |             |             |  |
|                | Patrice Villeret                 | LO             | 1 851        | 4,02         |             |             |  |
|                | Patrick Texier                   | LDI (MPF)      | 1 618        | 3,52         |             |             |  |
|                | Joël Quéméner                    | Divers         | 1 218        | 2,65         |             |             |  |
|                | Patrick Juin                     | MDC            | 901          | 1,96         |             |             |  |
|                |                                  |                |              |              |             |             |  |
| Inscrits       | Inscrits                         | Inscrits       | 72 418       | 100,00       | 72 415      | 100,00      |  |
| Abstentions    | Abstentions                      | Abstentions    | 23 020       | 31,79        | 19 775      | 27,31       |  |
| Votants        | Votants                          | Votants        | 49 398       | 68,21        | 52 640      | 72,69       |  |
| Blancs et nuls | Blancs et nuls                   | Blancs et nuls | 3 401        | 6,88         | 3 687       | 7           |  |
| Exprimés       | Exprimés                         | Exprimés       | 45 997       | 93,12        | 48 953      | 93          |  |

Le suppléant de Jean-Pierre Abelin était Jean Touret.

### Élections de 2002
| Candidat                          | Candidat                         | Parti               | Premier tour | Premier tour | Second tour | Second tour |
| Candidat                          | Candidat                         | Parti               | Voix         | %            | Voix        | %           |
| --------------------------------- | -------------------------------- | ------------------- | ------------ | ------------ | ----------- | ----------- |
|                                   | Jean-Pierre Abelin sortant réélu | UDF (UMP)           | 21 671       | 46,44        | 26 010      | 59,97       |
|                                   | Brigitte Tondusson               | PS                  | 11 488       | 24,62        | 17 364      | 40,03       |
|                                   | Éric Audebert                    | FN                  | 4 393        | 9,41         |             |             |
|                                   | Véronique Massonneau             | Les Verts           | 2 174        | 4,66         |             |             |
|                                   | Chantal Vacheron                 | PCF                 | 1 749        | 3,75         |             |             |
|                                   | Catherine Brillaut               | CPNT                | 1 555        | 3,33         |             |             |
|                                   | Patrice Villeret                 | LO                  | 992          | 2,13         |             |             |
|                                   | Raphaël Granvaud                 | LCR                 | 655          | 1,40         |             |             |
|                                   | Pierre-Claude Fouquenet          | MPF                 | 595          | 1,28         |             |             |
|                                   | Francine Bachelier               | Pôle républicain    | 543          | 1,16         |             |             |
|                                   | Eric Lafond                      | Extrême gauche (PT) | 350          | 0,75         |             |             |
|                                   | Gérard Tête                      | MNR                 | 346          | 0,74         |             |             |
|                                   | Jean-Charles Guyonneau           | Divers (ND)         | 152          | 0,33         |             |             |
|                                   |                                  |                     |              |              |             |             |
| Inscrits                          | Inscrits                         | Inscrits            | 74 192       | 100,00       | 74 194      | 100,00      |
| Abstentions                       | Abstentions                      | Abstentions         | 26 202       | 35,32        | 28 704      | 38,69       |
| Votants                           | Votants                          | Votants             | 47 990       | 64,68        | 45 490      | 61,31       |
| Blancs et nuls                    | Blancs et nuls                   | Blancs et nuls      | 1 327        | 2,77         | 2 116       | 4,65        |
| Exprimés                          | Exprimés                         | Exprimés            | 46 663       | 97,23        | 43 374      | 95,35       |
| Source : Ministère de l'Intérieur |                                  |                     |              |              |             |             |

Le suppléant de Jean-Pierre Abelin était Jean Touret.

### Élections de 2007
| Candidat       | Candidat                         | Parti          | Premier tour | Premier tour | Second tour | Second tour |  |
| Candidat       | Candidat                         | Parti          | Voix         | %            | Voix        | %           |  |
| -------------- | -------------------------------- | -------------- | ------------ | ------------ | ----------- | ----------- |  |
|                | Jean-Pierre Abelin sortant réélu | NC             | 20 237       | 46,16        | 24 282      | 56,62       |  |
|                | Brigitte Tondusson               | PS             | 11 296       | 25,77        | 18 605      | 43,38       |  |
|                | Véronique Massonneau             | Les Verts      | 2 173        | 4,96         |             |             |  |
|                | Éric Audebert                    | FN             | 2 124        | 4,84         |             |             |  |
|                | Paul Fromonteil                  | PCF            | 2 023        | 4,61         |             |             |  |
|                | Sylvie Gaillard                  | CPNT           | 1 242        | 2,83         |             |             |  |
|                | Pierre-Claude Fouquenet          | MPF            | 1 122        | 2,56         |             |             |  |
|                | Patrice Villeret                 | LO             | 1 052        | 2,4          |             |             |  |
|                | Jérôme Guy                       | LCR            | 808          | 1,84         |             |             |  |
|                | Isabelle Velasque                | LT-LNÉ         | 654          | 1,49         |             |             |  |
|                | Francine Bachelier               | MRC            | 618          | 1,41         |             |             |  |
|                | Virginie Bourgeois               | Divers         | 493          | 1,12         |             |             |  |
|                |                                  |                |              |              |             |             |  |
| Inscrits       | Inscrits                         | Inscrits       | 75 889       | 100,00       | 75 889      | 100,00      |  |
| Abstentions    | Abstentions                      | Abstentions    | 30 507       | 40,2         | 30 624      | 40,35       |  |
| Votants        | Votants                          | Votants        | 45 382       | 59,8         | 45 265      | 59,65       |  |
| Blancs et nuls | Blancs et nuls                   | Blancs et nuls | 1 540        | 3,39         | 2 378       | 5,25        |  |
| Exprimés       | Exprimés                         | Exprimés       | 43 842       | 96,61        | 42 887      | 94,75       |  |

### Élections de 2012
| Candidat       | Candidat                   | Parti                      | Premier tour | Premier tour | Second tour | Second tour |  |
| Candidat       | Candidat                   | Parti                      | Voix         | %            | Voix        | %           |  |
| -------------- | -------------------------- | -------------------------- | ------------ | ------------ | ----------- | ----------- |  |
|                | Jean-Pierre Abelin sortant | NC                         | 14 195       | 33,75        | 20 769      | 49,33       |  |
|                | Véronique Massonneau élu   | EÉLV (PS, MRG)             | 8 404        | 19,98        | 21 330      | 50,67       |  |
|                | Christian Michaud          | diss. PS                   | 7 483        | 17,79        |             |             |  |
|                | Éric Audebert              | FN                         | 6 158        | 14,64        |             |             |  |
|                | Pierre Baraudon            | FG (PCF)                   | 2 694        | 6,41         |             |             |  |
|                | Nicolas Turquois           | MoDem                      | 1 099        | 2,61         |             |             |  |
|                | David Tillet               | Divers écologiste (LT-LNÉ) | 520          | 1,24         |             |             |  |
|                | Patrice Villeret           | Extrême gauche (LO)        | 400          | 0,95         |             |             |  |
|                | Dominique Lévêque          | Divers gauche (MRC)        | 336          | 0,80         |             |             |  |
|                | Pierre-Claude Fouquenet    | Divers droite (MPF)        | 270          | 0,64         |             |             |  |
|                | Sadik Cassim               | Divers droite (DLR)        | 200          | 0,48         |             |             |  |
|                | Françoise Silvestre        | Divers écologiste (AÉI)    | 162          | 0,39         |             |             |  |
|                | Pascal Michel              | Divers écologiste (Cap21)  | 138          | 0,33         |             |             |  |
|                |                            |                            |              |              |             |             |  |
| Inscrits       | Inscrits                   | Inscrits                   | 75 948       | 100,00       | 75 944      | 100,00      |  |
| Abstentions    | Abstentions                | Abstentions                | 32 936       | 43,37        | 32 150      | 42,33       |  |
| Votants        | Votants                    | Votants                    | 43 012       | 56,63        | 43 794      | 57,67       |  |
| Blancs et nuls | Blancs et nuls             | Blancs et nuls             | 953          | 2,22         | 1 695       | 3,87        |  |
| Exprimés       | Exprimés                   | Exprimés                   | 42 059       | 97,78        | 42 099      | 96,13       |  |

### Élections de 2017
|                                                                            | |                           |                           |                          |                          |
|                                                                            | | Premier tour 11 juin 2017 | Premier tour 11 juin 2017 | Second tour 18 juin 2017 | Second tour 18 juin 2017 |
|                                                                            | |                           |                           |                          |                          |
|                                                                            | | Nombre                    | % des inscrits            | Nombre                   | % des inscrits           |
| Inscrits                                                                   | Inscrits | 75 713                    | 100,00                    | 75 658                   | 100,00                   |
| Abstentions                                                                | Abstentions | 38 744                    | 51,17                     | 43 536                   | 57,54                    |
| Votants                                                                    | Votants | 36 969                    | 48,83                     | 32 122                   | 42,46                    |
|                                                                            | |                           | % des votants             |                          | % des votants            |
| Bulletins blancs                                                           | Bulletins blancs                                                                                                | 662                       | 1,79                      | 2 509                    | 7,81                     |
| Bulletins nuls                                                             | Bulletins nuls                                                                                                  | 353                       | 0,95                      | 1 353                    | 4,21                     |
| Suffrages exprimés                                                         | Suffrages exprimés                                                                                              | 35 954                    | 97,25                     | 28 260                   | 87,98                    |
|                                                                            | |                           |                           |                          |                          |
| Candidat Étiquette politique (partis et alliances)                         | Candidat Étiquette politique (partis et alliances)                                                              | Voix                      | % des exprimés            | Voix                     | % des exprimés           |
|                                                                            | |                           |                           |                          |                          |
|                                                                            | Nicolas Turquois Mouvement démocrate (La République en marche)                                                  | 11 089                    | 30,84                     | 14 508                   | 51,34                    |
|                                                                            | Anne-Florence Bourat Union des démocrates et indépendants (Les Républicains)                                    | 6 799                     | 18,91                     | 13 752                   | 48,66                    |
|                                                                            | Alain Verdin Front national                                                                                     | 6 215                     | 17,29                     |                          |                          |
|                                                                            | Véronique Massonneau (députée sortante) Écologiste (Union des démocrates et des écologistes - Parti socialiste) | 5 031                     | 13,99                     |                          |                          |
|                                                                            | Aurélie Saulnier La France insoumise                                                                            | 3 554                     | 9,88                      |                          |                          |
|                                                                            | Clarice Pereira Parti communiste français                                                                       | 1 002                     | 2,79                      |                          |                          |
|                                                                            | Jean-Paul Bodin Europe Écologie Les Verts                                                                       | 689                       | 1,92                      |                          |                          |
|                                                                            | Jacques Sabourin Divers                                                                                         | 642                       | 1,79                      |                          |                          |
|                                                                            | Patrice Villeret Lutte ouvrière                                                                                 | 394                       | 1,10                      |                          |                          |
|                                                                            | Marie-Noëlle Wadowski Divers (Parti du vote blanc)                                                              | 271                       | 0,75                      |                          |                          |
|                                                                            | Laurence de Virville Divers (Union populaire républicaine)                                                      | 231                       | 0,64                      |                          |                          |
|                                                                            | Moïse Lesage Extrême droite                                                                                     | 37                        | 0,10                      |                          |                          |
| Source : Ministère de l'Intérieur - Quatrième circonscription de la Vienne | |                           |                           |                          |                          |

### Élections de 2022
| Résultats des élections législatives des 12 et 19 juin 2022 de la 4e circonscription de la Vienne |                          |                          |              |              |             |             |
| Candidat                                                                                          | Candidat                 | Parti et coalition       | Premier tour | Premier tour | Second tour | Second tour |
| Candidat                                                                                          | Candidat                 | Parti et coalition       | Voix         | %            | Voix        | %           |
|                                                                                                   | Nicolas Turquois         | MoDem (ENS)              | 12 917       | 37,62        | 16 938      | 54,58       |
|                                                                                                   | Marion Latus             | RN                       | 9 739        | 28,36        | 14 098      | 45,42       |
|                                                                                                   | Flavien Cartier          | PS (NUPES)               | 7 937        | 23,11        |             |             |
|                                                                                                   | Alain Verdin             | REC                      | 1 433        | 4,17         |             |             |
|                                                                                                   | Patrice Villeret         | LO                       | 891          | 2,59         |             |             |
|                                                                                                   | Patrick Guichard         | LP (UPF)                 | 678          | 1,97         |             |             |
|                                                                                                   | Sylvie Pimot             | PA                       | 620          | 1,81         |             |             |
|                                                                                                   | Fabrice Auger            | UDMF                     | 118          | 0,34         |             |             |
|                                                                                                   | Gérard Lieutet           | PP                       | 5            | 0,01         |             |             |
| Votes valides                                                                                     | Votes valides            | Votes valides            | 34 338       | 96,75        | 31 036      | 91,12       |
| Votes blancs                                                                                      | Votes blancs             | Votes blancs             | 760          | 2,14         | 2 160       | 6,34        |
| Votes nuls                                                                                        | Votes nuls               | Votes nuls               | 392          | 1,10         | 865         | 2,54        |
| Total                                                                                             | Total                    | Total                    | 35 490       | 100          | 34 061      | 100         |
| Abstention                                                                                        | Abstention               | Abstention               | 38 379       | 51,96        | 39 824      | 53,90       |
| Inscrits / participation                                                                          | Inscrits / participation | Inscrits / participation | 73 869       | 48,04        | 73 885      | 46,10       |

### Élections de 2024
| Candidat                 | Candidat                 | Parti et coalition       | Nuances                  | Premier tour | Premier tour | Second tour | Second tour |
| Candidat                 | Candidat                 | Parti et coalition       | Nuances                  | Voix         | %            | Voix        | %           |
| ------------------------ | ------------------------ | ------------------------ | ------------------------ | ------------ | ------------ | ----------- | ----------- |
|                          | Hager Jacquemin          | RN                       | RN                       | 19 268       | 41,04        | 21 468      | 46,05       |
|                          | Nicolas Turquois         | MoDem (ENS)              | ENS                      | 15 076       | 32,11        | 25 152      | 53,95       |
|                          | Yves Trousselle          | PP (NFP)                 | UG                       | 9 901        | 21,09        | Retrait     | Retrait     |
|                          | Patrick Minot            | AC (LC)                  | DVC                      | 1 263        | 2,69         |             |             |
|                          | Sabine Bortolotti        | DLF                      | DSV                      | 752          | 1,60         |             |             |
|                          | Patrice Villeret         | LO                       | EXG                      | 691          | 1,47         |             |             |
|                          |                          |                          |                          |              |              |             |             |
| Votes valides            | Votes valides            | Votes valides            | Votes valides            | 46 951       | 96,73        | 46 620      | 95,39       |
| Votes blancs             | Votes blancs             | Votes blancs             | Votes blancs             | 945          | 1,95         | 1 543       | 3,16        |
| Votes nuls               | Votes nuls               | Votes nuls               | Votes nuls               | 640          | 1,32         | 708         | 1,45        |
| Total                    | Total                    | Total                    | Total                    | 48 536       | 100          | 48 871      | 100         |
| Abstention               | Abstention               | Abstention               | Abstention               | 25 143       | 34,13        | 24 814      | 33,68       |
| Inscrits / participation | Inscrits / participation | Inscrits / participation | Inscrits / participation | 73 679       | 65,87        | 73 685      | 66,32       |

#### Département de la Vienne
- La fiche de l'INSEE de cette circonscription : « Tableaux et Analyses de la quatrième circonscription de la Vienne », sur insee.fr, site de l'Institut national de la statistique et des études économiques (consulté le 10 juin 2007) [PDF]

- « Tous les députés du département de la Vienne depuis 1789 » [archive du 30 septembre 2007], sur assemblee-nationale.fr, site de l'Assemblée nationale française (consulté le 10 juin 2007)

- « Informations contentieuses sur le département de la Vienne (Élections législatives de 2002) »(Archive.org • Wikiwix • Archive.is • Google • Que faire ?), sur conseil-constitutionnel.fr, site du Conseil constitutionnel (consulté le 13 juin 2007)

#### Circonscriptions en France
- « Carte des circonscriptions législatives en France », sur assemblee-nationale.fr, site de l'Assemblée nationale française (consulté le 20 juin 2007)

- « Résultats électoraux officiels en France »(Archive.org • Wikiwix • Archive.is • Google • Que faire ?), sur interieur.gouv.fr, site du ministère de l'Intérieur (France) (consulté le 13 juin 2007)

- Description et Atlas des circonscriptions électorales de France sur http://www.atlaspol.com, Atlaspol, site de cartographie géopolitique, consulté le 13 juin 2007.